# Neocolobopterus stefenelli
Neocolobopterus stefenelli är en skalbaggsart som beskrevs av Dellacasa 1984. Neocolobopterus stefenelli ingår i släktet Neocolobopterus och familjen Aphodiidae. Inga underarter finns listade i Catalogue of Life.